# Dejnos (naczynie)
Dejnos, deinos, dinos (stgr. δῖνος) – rodzaj starożytnego greckiego naczynia ceramicznego, waza do rozcieńczania wina.
Dejnosy były rodzajem głębokich, pękatych mis o szerokim wylewie i kulistym dnie. Nie posiadały imadeł. Używano ich do rozcieńczania wina, podobnie jak stamnosów, ale też do gotowania. Niektóre posiadały kunsztownie zdobione stojaki. Wykonywano je również z metali. W malarstwie wazowym dejnosy przedstawiane były jako naczynia-trofea oraz wazy używane podczas bankietów. Najstarszym zachowanym attyckim czarnofigurowym dejnosem jest egzemplarz sygnowany imieniem Malarza Gorgony aktywnego w latach ok. 600–580 p.n.e. Dejnos ten, przedstawiający Perseusza ściganego przez gorgonę, znajduje się w zbiorach Luwru. Epoka wytwarzania i używania dejnosów przypada na okres od połowy VII wieku do końca V wieku p.n.e. Słowo „dejnos” na określenie tej formy antycznych naczyń jest używane przez archeologów współcześnie. W starożytności Grecy przez „dejnos” rozumieli raczej rodzaj kubka. Obecnie archeolodzy odróżniają dejnosy od lebesów, notując przede wszystkim różnicę w rozmiarze. W starożytności wazy typu „dejnos” nazywane były „lebetes”.